# Selección de fútbol sub-23 de Eslovaquia
La selección de fútbol sub-23 de Eslovaquia, conocida también como la selección olímpica de fútbol de Eslovaquia, es el equipo de fútbol que representa al país en Fútbol en los Juegos Olímpicos y en la Eurocopa Sub-21; y es controlada por la Asociación Eslovaca de Fútbol.

## Estadísticas

### Juegos Olímpicos
- de 1992 a 1996 : No clasificó
- 2000 : Fase de grupos
- de 2004 a 2012 : No clasificó

### Eurocopa Sub-21
El torneo es de categoría sub-21, pero técnicamente los equipos participantes son de categoría sub-23, y cada dos ediciones cuenta como eliminatoria para los Juegos Olímpicos.
| Año   | Ronda                                      | Pos.                                       | J                                          | G                                          | E                                          | P                                          | GF                                         | GC                                         |
| ----- | ------------------------------------------ | ------------------------------------------ | ------------------------------------------ | ------------------------------------------ | ------------------------------------------ | ------------------------------------------ | ------------------------------------------ | ------------------------------------------ |
| 1996  | No clasificó                               | No clasificó                               | No clasificó                               | No clasificó                               | No clasificó                               | No clasificó                               | No clasificó                               | No clasificó                               |
| 1998  | No clasificó                               | No clasificó                               | No clasificó                               | No clasificó                               | No clasificó                               | No clasificó                               | No clasificó                               | No clasificó                               |
| 2000  | Semifinales                                | 4.º                                        | 4                                          | 2                                          | 1                                          | 1                                          | 5                                          | 3                                          |
| 2002  | No clasificó                               | No clasificó                               | No clasificó                               | No clasificó                               | No clasificó                               | No clasificó                               | No clasificó                               | No clasificó                               |
| 2004  | No clasificó                               | No clasificó                               | No clasificó                               | No clasificó                               | No clasificó                               | No clasificó                               | No clasificó                               | No clasificó                               |
| 2006  | No clasificó                               | No clasificó                               | No clasificó                               | No clasificó                               | No clasificó                               | No clasificó                               | No clasificó                               | No clasificó                               |
| 2007  | No clasificó                               | No clasificó                               | No clasificó                               | No clasificó                               | No clasificó                               | No clasificó                               | No clasificó                               | No clasificó                               |
| 2009  | No clasificó                               | No clasificó                               | No clasificó                               | No clasificó                               | No clasificó                               | No clasificó                               | No clasificó                               | No clasificó                               |
| 2011  | No clasificó                               | No clasificó                               | No clasificó                               | No clasificó                               | No clasificó                               | No clasificó                               | No clasificó                               | No clasificó                               |
| 2013  | No clasificó                               | No clasificó                               | No clasificó                               | No clasificó                               | No clasificó                               | No clasificó                               | No clasificó                               | No clasificó                               |
| 2015  | No clasificó                               | No clasificó                               | No clasificó                               | No clasificó                               | No clasificó                               | No clasificó                               | No clasificó                               | No clasificó                               |
| 2017  | Fase de grupos                             | 5.º                                        | 3                                          | 2                                          | 0                                          | 1                                          | 6                                          | 3                                          |
| 2019  | No clasificó                               | No clasificó                               | No clasificó                               | No clasificó                               | No clasificó                               | No clasificó                               | No clasificó                               | No clasificó                               |
| 2021  | No clasificó                               | No clasificó                               | No clasificó                               | No clasificó                               | No clasificó                               | No clasificó                               | No clasificó                               | No clasificó                               |
| 2023  | No clasificó                               | No clasificó                               | No clasificó                               | No clasificó                               | No clasificó                               | No clasificó                               | No clasificó                               | No clasificó                               |
| 2025  | Clasificado automáticamente como anfitrión | Clasificado automáticamente como anfitrión | Clasificado automáticamente como anfitrión | Clasificado automáticamente como anfitrión | Clasificado automáticamente como anfitrión | Clasificado automáticamente como anfitrión | Clasificado automáticamente como anfitrión | Clasificado automáticamente como anfitrión |
| Total | 1/16                                       | Mejor: Semifinales                         | 7                                          | 4                                          | 1                                          | 2                                          | 11                                         | 6                                          |

## Entrenadores
| Entrenador        | Asistente                                 | Periodo   |
| ----------------- | ----------------------------------------- | --------- |
| Milan Lešický     | Jozef Štafura                             | 1993–1997 |
| Jozef Barmoš      | Bohumil Andrejko                          | 1997–1998 |
| Dušan Radolský    | Bohumil Andrejko                          | 1998–2000 |
| Stanislav Griga   | Vladimír Goffa                            | 2000–2001 |
| Mikuláš Komanický | Ján Švehlík                               | 2002–2003 |
| Ladislav Jurkemik | Ján Gabriel                               | 2004      |
| Jozef Bubenko     | Ján Gabriel                               | 2004–2005 |
| Ladislav Petráš   | Karol Brezík                              | 2006      |
| Jozef Barmoš      | Jozef Vukušič, Viliam Hýravý, Roland Praj | 2007–2008 |
| Boris Kitka       | Jozef Daňko                               | 2009–2010 |
| Ľubomír Nosický   | Peter Nemečkay                            | 2010      |
| Ivan Galád        | Norbert Hrnčár                            | 2011–     |